# Ana Marija Maleš
Ana Marija Maleš, hrvatska katolička misionarka u Nigeriji, redovnica Karmelićanka Božanskog Srca Isusova.
Djeluje u Biafri u regiji Imo od 2003., zajedno sa sestrama Lucijom Vincek i Josipom Šprajc koje su osnovale katoličku misiju u selu Umouzu u biskupiji Orlo na jugu Nigerije.
Gostovala je na susretu Mladih Karmela BSI u Zagrebu u utorak, 12. lipnja 2012., gdje je mladim karmelićankama prenosila svoja iskustva iz Nigerije.

## Citati o Nigeriji[3]
- »Nigerija je prirodno bogata zemlja, ali je bogatstvo u rukama malog broja ljudi. Velike su socijlane razlike. Mnogi doslovce gladuju, a ostali jedu najčešće jednom na dan.«
- »Pripadnici naroda Igbo među kojima djelujemo uvijek su vrlo gostoljubivi i uvijek si dobrodošao.Dobrodošlicu pokazuju kolom, što je obavezna obred na svim svečanostima i skupovima. Obred počinje blagoslovom oca, presjedatelja, svećenika ako je prisutan ili neke odrasle muške osobe i onda se nazočnima dijele plodovi (obično su to gorki plodovi). Inače vole se lijepo obući, biti uredni i dotjerati se. Drže i osobnu higijenu na visokoj razini, redovito peru rublje na potoku ili rijeci, djeca se nakon ustajanja odlaze umiti na potok ili rijeku. Redovito metu svoja dvorišta iako su zemljana.«